# Jesús Díaz
Jesús Díaz Rodríguez (* 10. Juli 1941 in Havanna, Kuba; † 3. Mai 2002 in Madrid, Spanien) war ein kubanischer Schriftsteller und Regisseur.

## Jugend und Ausbildung
Er wuchs in einem Armenviertel von Havanna als Sohn eines Angestellten und einer Textilarbeiterin auf. 1956 schloss sich Díaz als Schüler der Opposition gegen die Herrschaft des Diktators Fulgencio Batista an. Nach der Machtübernahme durch Fidel Castro wurde Díaz zu einem Wortführer unter der jungen Generation regimetreuer Intellektueller. Er kämpfte 1961 im Bürgerkrieg gegen Aufständische im Escambray-Gebirge. 1961/62 war er Student eines Kurses in Internationaler Politik, der vom kubanischen Außenministerium veranstaltet wurde.

## Wirken in Kuba
1962 arbeitete er in der Lateinamerika-Abteilung des Kubanischen Instituts für Völkerfreundschaft (ICAP). Von 1963 bis 1971 gehörte er als Dozent für Marxismus-Leninismus der Philosophischen Fakultät der Universität Havanna an. 1965 bis 1966 verantwortete er die Kulturseite der Zeitung Juventud Rebelde, des offiziellen Organs der Unión de Jóvenes Comunistas (UJC), der Nachwuchsorganisation der Kommunistischen Partei Kubas. Als die Seite 1966 zur Beilage El Caimán Barbudo ausgebaut wurde, leitete er diese als Gründungsdirektor, bis 1967 die gesamte Redaktionsleitung abgesetzt wurde. 1966 wurde sein Erzählband Los años duros, der militärische Heldentaten der Revolution beschrieb, mit dem prestigeträchtigen Preis des Kulturzentrums Casa de las Américas ausgezeichnet. Er war von 1967 bis 1971 Mitherausgeber und Redaktionsmitglied der philosophischen Zeitschrift Pensamiento Crítico. Von 1971 bis 1990 arbeitete Díaz beim staatlichen kubanischen Filminstitut (ICAIC) und war dabei sowohl mit eigenen Filmen als auch als Drehbuchautor für andere Regisseure erfolgreich.

## Leben im Ausland
1991 ging er als Stipendiat des DAAD nach Berlin und unterrichtete an der dortigen Deutschen Film- und Fernsehakademie (dffb). Mit der Begründung, dass er die Revolution verraten habe, verweigerte ihm die kubanische Regierung ab 1992 die Rückreise in sein Heimatland. Kurz darauf übersiedelte er nach Madrid. Dort war er Herausgeber der exilkubanischen Kulturzeitschrift Encuentro de la Cultura Cubana.

## Werke (Auswahl)

### Erzählungen
- 1966: Los años duros
  - Einzelerz., Übers. José Antonio Friedl Zapata: Der Lahme. In: Ein neuer Name, ein fremdes Gesicht. 26 Erzählungen aus Lateinamerika. Hg. wie Übers. Sammlung Luchterhand, 834. Neuwied, 1987, 1989, S. 55–62
- 1979: Canto de amor y de guerra

### Romane
- 1987: Die Initialen der Erde/Las iniciales de la tierra, deutsche Erstausgabe: Aufbau-Verlag, Berlin 1990
- 1992: Die verlorenen Worte/Las palabras perdidas, deutsche Erstausgabe: Piper, München 1993
- 1996: Die Haut und die Maske/La piel y la máscara, deutsche Erstausgabe: Piper, München 1997
- 1998: Erzähl mir von Kuba/Dime algo sobre Cuba, deutsche Erstausgabe: Piper, München 2001
- 2000: Die Dolmetscherin/Siberiana, deutsche Erstausgabe: Piper, München 2003
- 2001: Las cuatro fugas de Manuel

### Filme
- 1973: Sie haben das Wort/Ustedes tienen la palabra (Drehbuch), Regie: Manuel Octavio Gómez
- 1978: 55 hermanos (Drehbuch und Regie)
- 1982: Roter Staub/Polvo rojo (Drehbuch und Regie)
- 1985: Lejanía (Drehbuch und Regie)
- 1986: Entfremdung/Otra mujer (Drehbuch), Regie: Daniel Díaz Torres
- 1987: Gefährliches Leben/Clandestinos (Drehbuch), Regie: Fernando Pérez
- 1989: Barroco (Drehbuch), Regie: Paul Leduc
- 1991: Alicia im Ort der Wunder/Alicia en el pueblo de Maravillas (Mitarbeit am Drehbuch), Regie: Daniel Díaz Torres